# Abdoul Kader Ouattara
Abdoul Kader Ouattara (26 mei 2005) is een Burkinees voetballer die sinds 2023 uitkomt voor Cercle Brugge.

## Clubcarrière
Ouattara maakte in de zomer van 2023 de overstap van Rahimo FC naar Cercle Brugge. Ouattara begon het seizoen bij Jong Cercle, het beloftenelftal van Cercle dat dat seizoen uitkwam in de  Tweede afdeling. In twaalf competitiewedstrijden scoorde hij zes keer, mede dankzij een hattrick tegen KSV Oostkamp op 17 maart 2024. Op 4 februari 2024 maakte Ouattara z'n officiële debuut voor het eerste elftal van Cercle Brugge: in de competitiewedstrijd tegen STVV (4-1-winst) liet trainer Miron Muslic hem in de 69e minuut invallen. Ouattara mocht in z'n debuutseizoen bij Cercle Brugge zeven keer invallen in het eerste elftal: vier keer in de reguliere competitie en drie keer in de Europe play-offs.
Ouattara kreeg veel speelgelegenheid aan het begin van het seizoen 2024/25. Op 11 augustus 2024 scoorde hij zijn eerste doelpunt voor de club in een 4–1 zege tegen Beerschot. Twee maanden later maakte hij zijn debuut in de Conference League tegen Víkingur Reykjavík. Ouattara zijn degelijke seizoensbegin werd overschaduwd door blessures. Hij sukkelde met een scheur in de quadriceps en nog voor hij opnieuw minuten had kunnen maken, liep hij tijdens een training een breuk in het bovenbeen op. Hij onderging een operatie, waardoor zijn seizoen voortijdig ten einde kwam.

## Clubstatistieken
| Seizoen         | Club            | Land            | Competitie      | Competitie | Competitie | Beker | Beker | Supercup | Supercup | Europees | Europees | Totaal | Totaal |
| Seizoen         | Club            | Land            | Competitie      | Wed.       | Dlp.       | Wed.  | Dlp.  | Wed.     | Dlp.     | Wed.     | Dlp.     | Wed.   | Dlp.   |
| --------------- | --------------- | --------------- | --------------- | ---------- | ---------- | ----- | ----- | -------- | -------- | -------- | -------- | ------ | ------ |
| 2023/24         | Jong Cercle     | Vlag van België | Tweede afdeling | 12         | 6          | —     | —     | —        | —        | —        | —        | 12     | 6      |
| 2023/24         | Cercle Brugge   | Vlag van België | Eerste klasse A | 7          | 0          | 0     | 0     | —        | —        | —        | —        | 7      | 0      |
| 2024/25         | Cercle Brugge   | Vlag van België | Eerste klasse A | 8          | 2          | 0     | 0     | —        | —        | 6        | 2        | 14     | 4      |
| Carrière totaal | Carrière totaal | Carrière totaal | Carrière totaal | 27         | 8          | 0     | 0     | 0        | 0        | 6        | 2        | 33     | 10     |

Bijgewerkt op 27 april 2025.

## Interlandcarrière
Ouattarra maakte op 22 maart 2024 zijn interlanddebuut voor Burkina Faso: in de vriendschappelijk interland tegen Libië (1-2-nederlaag) mocht hij een kwartier voor tijd invallen.